# Ермаковка (Пермский край)
Ермаковка — деревня в Пермском крае России. Входит в Чусовской городской округ.

## История
Известна с 1791 года. 
С 2004 до 2019 гг. деревня входила в состав ныне упразднённого Верхнекалинского сельского поселения Чусовского муниципального района.

## География
Деревня находится в восточной части края, в таёжной зоне, к северу от реки Чусовой, на расстоянии приблизительно 3 километров (по прямой) к западу от города Чусового, административного центра района. Абсолютная высота — 142 метра над уровнем моря.
Климат
Климат характеризуется как умеренно континентальный. Средняя многолетняя температура самого холодного месяца (января) составляет −16°С, температура самого тёплого (июля) — 17°С. Среднегодовое количество осадков — 500−700 мм. Снежный покров держится в среднем 170 дней. Вегетационный период продолжается в течение 118 дней.

## Население
| 2010 | 2016 | 2021 |
| ---- | ---- | ---- |
| 12   | ↗27  | ↘25  |

Половой состав
По данным Всероссийской переписи населения 2010 года в половой структуре населения мужчины составляли 58,3 %, женщины — соответственно 41,7 %.
Национальный состав
Согласно результатам переписи 2002 года, в национальной структуре населения русские составляли 100 % из 15 чел.